# A fény nemzetközi éve

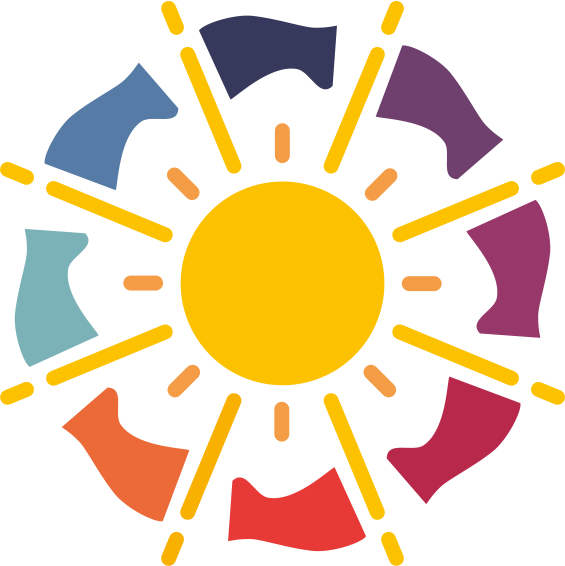
A fény nemzetközi évének logója

A fény nemzetközi éve az Európai Fizikai Társulat kezdeményezésére az UNESCO és az ENSZ támogatásával megrendezett nemzetközi eseménysorozat volt 2015-ben.

## A kezdeményezés célja és története
A fény nemzetközi éve kezdeményezés célja az volt, hogy felhívja a figyelmet, milyen fontos szerepet játszik a fény és a fénnyel kapcsolatos technológia az életünkben.
Több olyan évforduló is volt 2015-ben, amely a fényhez köthető. 1000 éve jelent meg az első optikai témájú könyv, Al-Hajszam arab tudós műve a De Aspectibus vagyis magyarul „A látásról” című mű. A fény nemzetközi évében emlékezek meg a kozmikus háttérsugárzás felfedezésének 50. és Einstein általános relativitáselméletének 100. évfordulójáról.
A rendezvénysorozathoz Magyarország is csatlakozott, és az eseménysor koordinálására az MTA programbizottságot hozott létre, amelynek elnöke Kroó Norbert akadémikus, az Eötvös Loránd Fizikai Társulat tiszteletbeli elnöke volt.
A fény nemzetközi éve alprogramjaként a  Nemzetközi Csillagászati Unió (IAU) a „Kozmikus fény évét” hirdette meg.

## Utóélete
A fény nemzetközi éve nyomán az UNESCO Általános Konferenciája 39. ülésszakán született döntés értelmében 2018-tól május 16-án ünneplik világszerte a fény nemzetközi napját. Ennek célja, hogy a fényhez kapcsolódó tudományterületeket és a fényalapú technológiákat állítsa az érdeklődés középpontjába.